# 法国教会公寓
法国教会公寓位于当时的天津英租界马厂道（Race Course Road）（今和平区马场道26-40号）的一处七幢联排式公寓住宅，建于1921年，目前为重点保护等级历史风貌建筑。该建筑现为居民住宅及商用。

## 建筑
法国教会公寓建筑面积3477平方米，为一座由七栋同样形状的洋楼组成的砖混结构欧式连体公寓。建筑主体为二层，局部为三层，首层入口处设有高石阶，长方形门洞，二层外檐设有条形护栏阳台，三层平台设有四个托体封闭阳台，建筑内部一层至二层原设有小型升降机。

## 名人故居
- 金乃千旧居，马场道30号。[3]